# Odd Nordstoga
Odd Nordstoga, född 10 december 1972 i Vinje, Telemark, är en norsk författare, vissångare, komponist och musiker,  från Vinje i Telemark.
Hans stora genombrott kom 2004 med albumet Luring, där han kombinerar folkmusik och pop. Albumet låg etta 14 veckor på de norska försäljningslistorna. Han har gett ut fler populära album och vunnit Spellemannprisen.

## Historia
Nordstoga blev först känd med bandet Something Odd, som gav ut et par album. Inom folkmusiken är han känd som frontfigur i gruppen Blåmann. Tillsammans med "kvederen" Øyonn Groven Myhren gjorde han ett beställningsverk, med ny musik till dikter av Aslaug Vaa, vilken gav dem pris vid Spellamannprisutdelningen år 2002.
År 2004 kom Luring, som fick ett gott mottagande av musikjournalisterna. Samma år fick han  Spellemannprisen som Årets Spellemann. Så kom det flera album som blev populära, Heim te mor (2006), Pilegrim (2008), Strålande jul, med Sissel Kyrkjebø (2010), och Bestevenn (2011). År 2015 kom albumet Dette landet, där tre av texterna var skrivna i samarbete med författaren Stein Versto. Vid utdelningen till Spellamannprisen blev det pris för Årets visutgivning, samt nomination till Årets textförfattare. 
År 2016 kom albumet Alene heime, gamla sånger, nu i akustiskt format. År 2017 kom två 3-spårs singlar, och 2018 kom ett nytt album, Kløyvd.
Han har också gett ut böcker. År 2002 var han redaktör för en sångbok för barn, "Song for deg og meg". Boken innehåller 123 sånger. År 2007 kom boken "Songfuggel i karmen - 40 songar med noter og gitarbesifring.

## Diskografi
Album som "Something Odd"
- 1997 – Something Odd
- 1998 – Solreven

Album som "Nordstoga"
- 2000 – Nordstoga

Album som "Blåmann Blåmann"
- 2001 – Blåmann Blåmann

Album som "Odd Nordstoga"
- 2002 – Nivelkinn (tillsammans med Øyonn Groven Myhren)
- 2004 – Luring
- 2006 – Heim te Mor
- 2008 – Pilegrim
- 2009 – Strålande jul (tillsammans med Sissel Kyrkjebø)
- 2010 – November
- 2011 – Bestevenn
- 2015 – Dette landet
- 2016 – Aleine heime
- 2018 - Kløyvd

Singlar
- 1997 – "Ei eldkule" (som "Something Odd")
- 1998 – "Ingen eg kjenner" (som "Something Odd")
- 1998 – "Fuggel i karmen" (som "Something Odd")
- 2001 – "Tippe tippe tuve" (som "Blåmann Blåmann")
- 2004 – "Kveldssong for deg og meg"
- 2006 – "Heim te mor"
- 2011 – "Ein farfar i livet"
- 2011 – "Bestevenn"
- 2013 – "Landet imot nord" (med Ingebjørg Bratland)

Medverkar på (urval)
- 2002 – Nye Nord (album med Karl Seglem)
- 2002 – My Mother's Tears (album med Hillborg Romtveit)
- 2002 – Eg og Edith (album med Herborg Kråkevik)
- 2005 – Ørnen Tek Ikkje Unga (album med Klovner i Kamp)
- 2008 – Le Pop (intl ed.) (album med Katzenjammer)
- 2008 – Der Kapitän (EP med Katzenjammer)
- 2013 – Heimafrå (album med Ingebjørg Bratland)

## Utmärkelser
- 2004 – Prøysenprisen[4]
- 2004 – Ole Vig-prisen[5]
- 2004 – Spellemannprisen (Årets spelleman och bästa Mannlige artist)[6]
- 2010 – Storegutprisen[7]
- 2013 – Gammleng-prisen (i klassen "visor/folkmusik")[8]